# Espagnole à face blanche
Pour les articles homonymes, voir Espagnol.

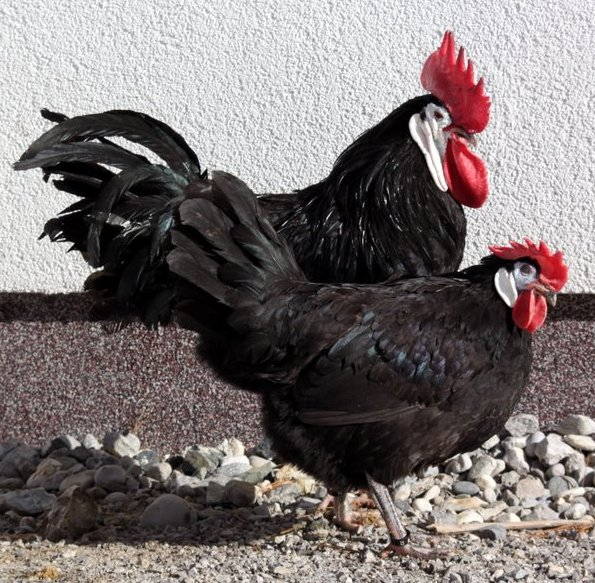
Coq et poule.

L’Espagnole à face blanche est une race de poules domestiques originaire d'Espagne. Elle est caractérisée comme son nom l'indique par sa face blanche.

## Histoire et description
Cette race serait arrivée en Angleterre sous le règne de Philippe II d'Espagne, à une époque où le commerce de ce pays avec l'Espagne était particulièrement actif. 
Une deuxième invasion de ces volailles se produisit à partir des Pays-Bas, alors sous domination espagnole. 
En 1816, n'étaient connues en Angleterre que huit races de volailles bien définies, et parmi celles-ci figurait en première place l'Espagnole à face blanche. Ces données confirment son origine espagnole et justifient le fait qu'on l'ait toujours connue sous le nom d'Espagnole.
Elle est surtout élevée aujourd'hui comme volaille d'exposition et elle est devenue très rare dans son pays d'origine. 
En effet, l'exagération de ses caractères particuliers (oreillons et face blancs) a rendu difficile la conservation du type, l'obligeant à croître et à vivre dans des conditions qui firent qu'elle perdit une grande partie de ses excellentes qualités de production, qualités qu'elle récupérerait sûrement si la sélection s'orientait dans ce sens. Il faut aujourd'hui maintenir ses particularités physiques et améliorer sa productivité.
C'est une volaille de grandeur moyenne, svelte, mais robuste à la tenue relevée, caractérisée surtout par sa grande face blanche.

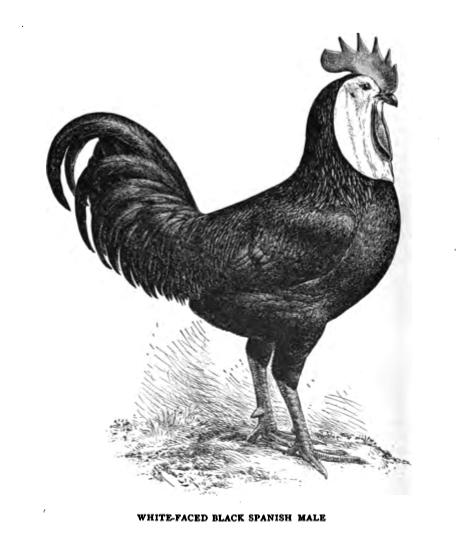

### Standard
- Crête : simple
- Oreillons : blancs
- Couleur des yeux : brun
- Couleur de la peau : blanche
- Couleur des tarses : ardoise foncé
- Variétés de plumage :  noir, il existe également une couleur marron foncé.

Grande :
- Poids idéal : coq : 3 à 3,6 kg ; poule : 2,5 à 3 kg
- Œufs à couver : min. 55 g, coquille blanche
- Diamètre des bagues : coq : 20mm ; poule : 18 mm

Naine :
- Poids idéal : coq : 1 kg ; poule : 900 g
- Œufs à couver : min. 40 g, coquille blanche
- Diamètre des bagues : coq : 14 mm ; poule : 12 mm

## Sources
- Le Standard officiel des volailles (Poules, oies, dindons, canards et pintades), édité par la SCAF.